# 900-talet f.Kr.
Denna artikel handlar om seklet 900-talet f.Kr., åren 999-900 f.Kr. För decenniet 900-talet f.Kr., åren 909-900 f.Kr., se 900-talet f.Kr. (decennium).

## Händelser
- Den indoariska järnåldern inträffar.
- Den grekiska staden Sparta grundas.

## Födda
- 915 f.Kr. – Achasja, kung av Juda rike.

## Avlidna
- 996 f.Kr. – Kang av Zhou, kinesisk kung.
- 983 f.Kr. – Mu av Zhou, kinesisk kung.
- 977 f.Kr. – Zhao av Zhou, kinesisk kung.
- 967 f.Kr. – Siamun, farao i Egyptens tjugoförsta dynasti.
- 900 f.Kr. – Gong av Zhou, kinesisk kung.